# Jenkinshelea djalonensis
Jenkinshelea djalonensis är en tvåvingeart som beskrevs av Clastrier 1983. Jenkinshelea djalonensis ingår i släktet Jenkinshelea och familjen svidknott.
Artens utbredningsområde är Guinea. Inga underarter finns listade i Catalogue of Life.